# Богач Олександр Анатолійович
Богач Олександр Анатолійович  (*26 лютого 1983, с.Кукушкіне, Роздольненський район) — український футболіст, захисник.

## Біографія
Вихованець УОР Сімферополя. На дорослому рівні дебютував у друголіговому «Титані» (Армянськ). 2011 року перейшов у прем'єрлігову «Таврію» (Сімферополь), але за першу команду майже не грав, більшість часу провівши в оренді у «ІгроСервісі». Згодом грав за низку інших нижчолігових українських клубів.
Після анексії Криму Росією перебрався до півострова, де грав за місцеві аматорські команди, а також у Прем'єр-лізі окупованого Криму за «Рубін» (Ялта) та «КФУ-Бахчисарай».